# ان‌جی‌سی ۲۰۷۱
ان‌جی‌سی ۲۰۷۱ (انگلیسی: NGC 2071) یک سحابی بازتابی در صورت فلکی شکارچی است که در ۱ ژانویه ۱۷۸۴ توسط ویلیام هرشل کشف شد. این سحابی بخشی از گروهی از سحابی‌ها است که شامل مسیه ۷۸، ان‌جی‌سی ۲۰۶۴ و ان‌جی‌سی ۲۰۶۷ می‌شود.